# Macintosh SE FDHD
Le Macintosh SE FDHD était identique au Macintosh SE qu'il remplaçait, à part qu'il intégrait un disque dur et un lecteur de disquette « Superdrive » de 1,44 Mo au lieu du lecteur 800 ko. Le lecteur SuperDrive qu'innovait le SE FDHD devint le standard pour tous les PC et Macintosh de la décennie suivante. Le prix resta le même.